# گاتلین گرین
گاتلین گرین (به انگلیسی: Gatlin Green) یک بازیگر و خواننده آمریکایی است که بیشتر برای ایفای نقش امیلی دوال در سریال قهرمان‌ها: تولد دوباره شهرت دارد.
او در سال ۲۰۱۷ ، بعد از ازدواج با بازیگر ، آستین جیمز ، نام خود را به "گاتلین کیت جیمز" تغییر داد

## فیلم‌ها
- قهرمان‌ها: تولد دوباره
- ذهن‌های مجرم (اپیزود: Beyond Borders)
- لیو و مدی (۲ اپیزود)
- زندگی جدید کرانک (صداپیشه)
- کد سیاه (قسمت: Change of Heart)

## زندگی شخصی
1. گاتلین در ۷ ژوئیهٔ ۱۹۹۷[۳] در نشویل، تنسی به دنیا آمد.[۴]
2. او یک برادر بزرگتر و سه خواهر و برادرخوانده کوچکتر از خود دارد.[۵]
3. وی در خانه تحصیل کرده‌است.[۶]
4. نام «گاتلین» ریشه در زبان انگلیسی قدیم دارد و به معنای «همدم و همراه» است.